# Massive Attack
Pour la chanson de Nicki Minaj, voir Massive Attack (chanson).
Massive Attack est un groupe musical britannique formé en 1988, originaire de Bristol, précurseur de la musique trip hop. Il se compose, à l'origine, de Robert Del Naja (3D), Adrian Thaws (Tricky), Grant Marshall (Daddy G) et Andrew Vowles (Mushroom). Le style du groupe est en constante évolution : au début proche du hip-hop, du groove, voire de la soul, il aborde par la suite la musique électronique, et un son plus électrique à la fin des années 1990. Chaque album est enrichi par de très nombreuses collaborations et la participation systématique de Horace Andy.
Le musicien Adrian Thaws ( surnommé Tricky) quitte le groupe en 1994 après la sortie de l'album Protection. En désaccord avec l'évolution du style musical, Andrew Vowles (Mushroom) quitte le groupe en 1998, à la sortie de l'album Mezzanine.
Le groupe sort cinq albums studio, de 1991 à 2010, ainsi que plusieurs albums remix, singles et maxis.

## Histoire
Bristol, fin des années 1980. Cameron McVey (en), mari et manager de la chanteuse Neneh Cherry et, aujourd'hui, membre du groupe CirKus, rencontre trois jeunes DJ et producteurs, issus d'un sound system local : The Wild Bunch. Pressentant un succès discographique possible, il leur propose d'aller en studio, pour composer un disque. 3D se souvient : « Ce fut une série de batailles, d’épreuves, et il a vraiment fallu que Jonny Dollar, Cameron et Neneh nous forcent à sortir ce que nous avions, à nous concentrer, sinon notre attention se perdait immédiatement. » Ce premier album fut baptisé Blue Lines, et il posa, ni plus ni moins, les bases du grand melting pot sonore des années 1990, et du trip hop, en particulier.
Très lié au mouvement hip hop naissant en Angleterre (3D est reconnu aujourd'hui comme pionnier du graffiti en Europe), le groupe choisit le nom Massive Attack, en référence à un graff de Brim Fuentes (en) sur un mur du Trinity Hall (en) à Bristol, posé en réaction contre l'intervention de la police au cours d'une rave. Sur la pochette du single Unfinished Sympathy, ce nom apparaît toutefois réduit à Massive, pour cause de première guerre du Golfe l'année de sa sortie en 1991.
Après le succès de Blue Lines, les contradictions rattrapent le groupe, qui décide de prendre son indépendance vis-à-vis de Cameron McVey, mais sans vraiment savoir dans quelle direction aller. Le départ de la chanteuse Shara Nelson n'arrange pas les choses. « Après Blue Lines, notre travail a été entièrement séparé, disparate, et les liens entre nous se sont distendus. »
Appuyés par leur ami et producteur Nellee Hooper, confortés par des chanteurs de talent, les trois musiciens s'enferment en studio, redéfinissant à nouveau les contours de leur musique. En 1994, l'album Protection voit le jour. Selon Robert Del Naja : « Tricky et moi avons malgré tout réussi à collaborer sur deux textes, et de mon côté j’ai également travaillé avec les gars des Startled Insects, Bob et Tim. Mushroom a installé un petit studio dans son garage pour affiner des démos. C’est comme cela que nous avons réussi à rassembler un album qui tenait à peu près la route. Moi, je ne voyais plus G depuis un moment déjà ; à cette époque Massive Attack était vraiment constitué par Mush et moi, mais nous travaillions de manière très séparée. » Moins révolutionnaire, mais d'un génie mélodique et sonore remarquable, il marque une nouvelle étape pour le groupe. Alors que beaucoup d'autres artistes se seraient installés dans ce style confortable, et terriblement en phase avec leur temps, la remise en cause et le conflit deviennent presque le mot d'ordre au sein du groupe.
En 1997, le groupe participe à la bande originale du film Le Chacal, en enregistrant Superpredators, un morceau utilisant un sample de Metal Postcard de Siouxsie and the Banshees.
En 1998, paraît Mezzanine, leur troisième album.
Après une tournée, le trio réfléchit à son quatrième album. Lassé de ne pouvoir exprimer sa sensibilité musicale, plus proche des musiques noires, Mushroom quitte le groupe en 1999, laissant Daddy G et 3D seuls aux commandes. Les deux compères décident de reprendre le concept mis en œuvre lors de l'enregistrement de Mezzanine : « Nous avons composé près de trente titres, strictement instrumentaux, dans une sorte de fusion post-Spiritualized / Massive Attack, se souvient Robert Del Naja, et cela a produit un résultat très intéressant, assez dingue, mais je n’ai jamais réussi à finir les morceaux. Ils avaient un son incroyable en studio mais ne se laissaient pas arranger dans un format de chanson traditionnelle. Ce type de mélodies appartiennent à un moment, telles qu’enregistrées. Elles n’ont
pas besoin d’être perfectionnées ou transformées. »
En 2003, sort finalement le quatrième album, 100th Window, composé avec la chanteuse irlandaise Sinéad O'Connor, l'ingénieur du son Neil Davidge et enregistré avec Horace Andy, mais sans Daddy G. 3D : « Cette époque était particulièrement obscure, le "11 Septembre" annonçant des guerres imminentes. L’ambiance est devenue symptomatique d’un sentiment d’isolement et de l’obligation d’agir seul. Aussi, tout le monde autour de moi réclamait un album de Massive Attack... Je suis satisfait du résultat mais je ne pourrais plus produire un album de cette façon. » Il devient numéro 1 des charts britanniques en février et le groupe démarre une tournée centrée sur l'engagement de 3D contre la Guerre d'Irak.
En 2006, sort leur best-of, Collected, et le groupe annonce la sortie d'un nouvel album pour avril 2007 qui sera finalement repoussé au printemps 2009. Il sortira finalement en février 2010. Composé de 10 titres, Heligoland marque le retour du musicien Grant Marshall (alias Daddy G), qui aurait rejoint Massive Attack en 2006.
Le 6 octobre 2015, une tournée européenne est annoncée pour début 2016. Elle s'est clôturée au Zénith de Paris le 27 février 2016,.
En 2016, Massive Attack sort son premier EP après 5 ans : Ritual Spirit, sur lequel collaborent Roots Manuva, Tricky, Azekel et Young Fathers. Puis The Spoils avec Hope Sandoval, et Dear Friend avec Ghostpoet.
Pour fêter le vingtième anniversaire de la sortie de Mezzanine, en avril 2018, l'intégralité de l'album est encodé dans des molécules ADN.
En juillet 2020, Massive Attack sort un nouvel EP intitulé Eutopia. Au fil de trois titres, ils exposent les défaillances d’un système mondial en matière de climat, que la pandémie de COVID-19 a fait transparaître.
Le 24 mars 2022, le groupe annonce sur Twitter l'annulation de la tournée européenne qui aurait dû se tenir de mai à juillet, en raison de problèmes de santé d'un des membres.
Le 24 octobre 2023, Angelo Bruschini, guitariste ayant participé à 2 albums du groupe, meurt d'un cancer du poumon.

## Collaborations
De nombreux artistes ont gravité autour de Massive Attack, notamment :
- Tricky, pour les deux premiers albums, qui mène depuis une carrière solo ;
- Shara Nelson, sur le premier album, puis quitte le groupe et poursuit une carrière solo ;
- Nicolette (en), pour le deuxième album ;
- Sinéad O'Connor, principalement sur l'album 100th Window ;
- Craig Armstrong, qui participe aux arrangements du second album ;
- Horace Andy, une des voix les plus étonnantes du reggae, qui chante sur les albums Blue Lines, Protection, Mezzanine, 100th Window et Heligoland ;
- Tracey Thorn, chanteuse d'Everything but the Girl, invitée sur Protection ;
- Liz Fraser, chanteuse des Cocteau Twins, invitée sur Mezzanine ;
- Damon Albarn, leader de Blur, Gorillaz et The Good, The Bad & The Queen, chante sur le morceau Saturday Come Slow, et fait également les chœurs sur Small Time Shot'em Up, version alternative de Small Time Shot Away, sorti sur 100th Window et, par la suite, sur Collected ;
- Madonna, qui chante I Want You, sur Collected ;
- Martina Topley Bird, invitée sur Heligoland.
- Stephanie Dosen, Royal Festival Hall 2008, Glastonbury Festival 2008.

Massive Attack a entraîné dans son sillage un certain nombre de groupes, comme Portishead, et a créé le label Melankolic, pour promouvoir de nouveaux artistes britanniques (Craig Armstrong, Alpha...) et est considéré comme l'un des précurseurs d'un style de musique nouveau, à base de samples, le trip hop.
Le leader 3D est connu pour ses engagements politiques altermondialistes, ses positions pacifistes, sur le conflit irakien, et pour le développement de l'esprit écologique mondial. Il a défrayé la chronique en 2002, interrogé par la police sur une affaire de pédophilie - et rapidement innocenté,, - et de détention de drogue. Il fait défiler, par ailleurs, des bandes annonces pendant ses concerts, pour sensibiliser le public.
Toujours en 2002, avec son ami Damon Albarn, il achète une page entière du NME, consacrée normalement à la publicité, afin de sensibiliser les lecteurs à la guerre en Irak.
Pour l'album Heligoland, paru en février 2010, on trouve les collaborations de :
- Tunde Adebimpe, du groupe TV on the Radio ;
- Martina Topley-Bird ;
- Hope Sandoval ;
- Horace Andy.

## Discographie

### DVD
- Eleven Promos (Delabel / Virgin, 2001)

## Clips

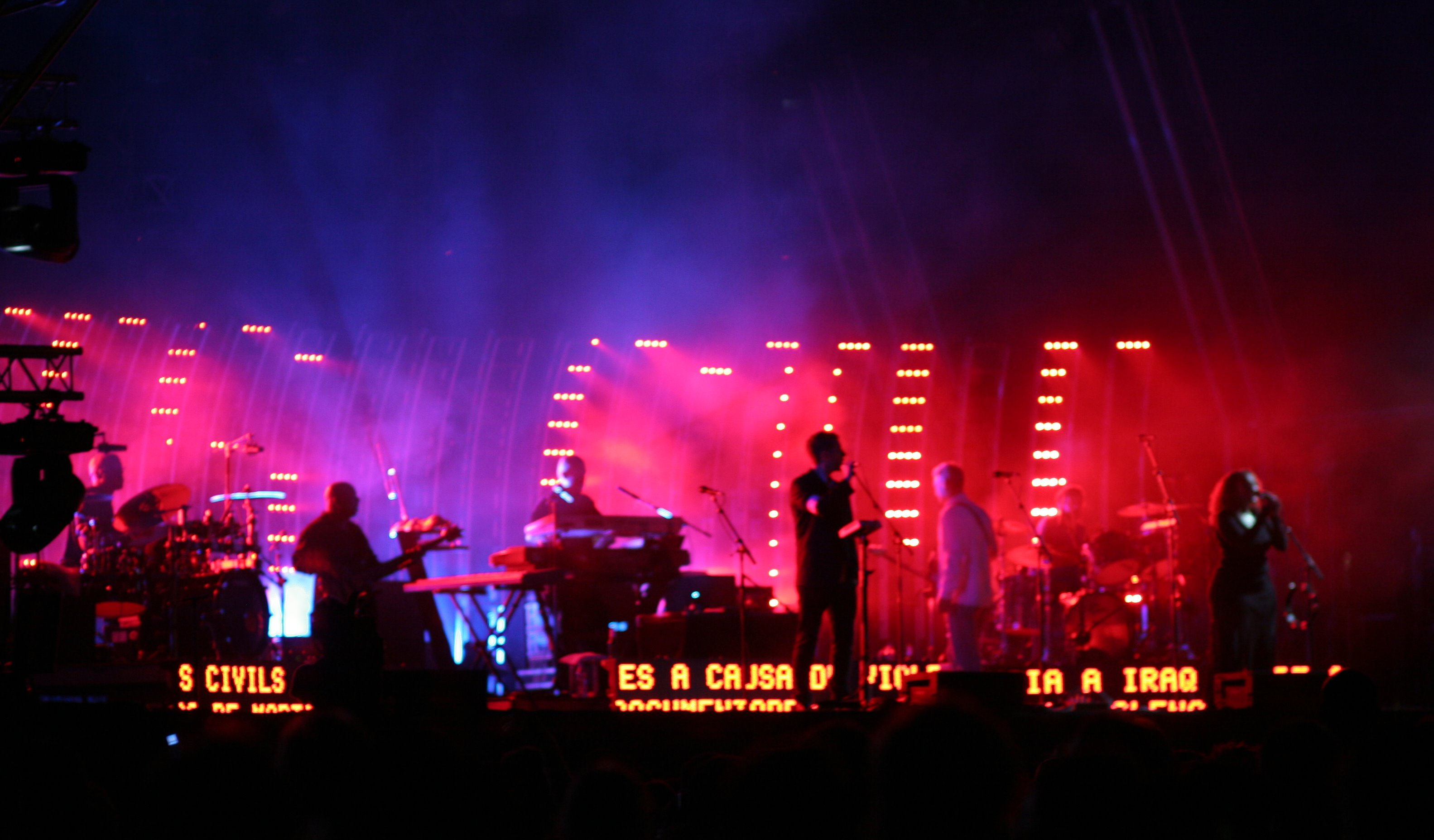
Massive Attack en concert.

Blue Lines (Disponibles sur le DVD Eleven Promos)
- Daydreaming, réalisé par Baillie Walsh, en 1990.
- Unfinished Sympathy, réalisé par Baillie Walsh, en 1991.
- Safe from Harm, réalisé par Baillie Walsh, en 1991.
- Be Thankful For What You've Got, réalisé par Baillie Walsh, en 1992.

Protection (Disponibles sur le DVD Eleven Promos)
- Sly, réalisé par Stéphane Sednaoui, en 1994.
- Protection, réalisé par Michel Gondry, en 1995.
- Karmacoma, réalisé par Jonathan Glazer, en 1995.

Mezzanine (Disponibles sur le DVD Eleven Promos)
- Risingson, réalisé par Walter Stern, en 1997.
- Teardrop, réalisé par Walter Stern, en 1998.
- Angel, réalisé par Walter Stern, en 1998.
- Inertia Creeps, réalisé par W.I.Z., en 1997.

100th Window
- Special Cases, réalisé par H5, en 2002.
- Butterfly Caught, en 2003.

Collected
- Live with me (feat. Terry Callier), en 2006.
- False flags, en 2006

Heligoland
- Paradise Circus (feat. Hope Sandoval)
- Splitting the Atom
- Atlas Air

Ritual Spirit
- Take It There (feat. Tricky, 3D), en 2016
- Voodoo In My Blood (feat. Young Fathers), en 2016

The Spoils EP
- The Spoils (feat. Hope Sandoval), en 2016
- Come Near Me (feat. Ghostpoet), en 2016

## Cinéma, télévision et jeu vidéo
- 1993
  - Bande originale du film Sliver, de Phillip Noyce : Unfinished Sympathy
- 1996
  - Bande originale du film Mission impossible, de Brian De Palma : Spying Glass
  - Bande originale du film Le Fan, de Tony Scott : Hymn of the Big Wheel
- 1997
  - Bande originale du film 187 code meurtre, de Kevin Reynolds : Spying Glass
  - Bande originale du film Ouvre les yeux, de Alejandro Amenábar : Risingson
  - Bande originale du film City of Crime, de John Irvin
- 1998
  - Bande originale du film Le Chacal, de Michael Caton-Jones : Dissolved Girl et générique Superpredators
  - Bande originale du film Pi, de Darren Aronofsky : Angel
  - Bande originale du film Ceux qui m'aiment prendront le train, de Patrice Chéreau : Better Things
- 1999
  - Bande originale du film Matrix, des Wachowski : Dissolved Girl
- 2000
  - Bande originale du film Révélations, de Michael Mann : Safe from Harm (remix)
  - Bande originale du film Snatch, de Guy Ritchie : Angel
- 2001
  - Bande originale du film Antitrust, de Peter Howitt : Angel
- 2004
  - Bande originale du film Le Vol du Phœnix, de John Moore : Angel
  - Bande originale du film Resident Evil: Apocalypse, de Alexander Witt : Future Proof
  - Générique d'ouverture de la série Dr House, de David Shore : Teardrop (samplé et modifié)
- 2005
  - Bande originale du film Danny the Dog, de Louis Leterrier et Luc Besson : Danny the Dog
- 2006
  - Bande originale du film Stay, de Marc Forster : Angel
- 2007
  - Bande originale (3D et Neil Davidge) du film Battle in Seattle, de Stuart Townsend
  - Bande originale (3D et Neil Davidge) du documentaire Toute ma vie en prison, de Colin Firth
  - Bande originale du film Ma fille, mon ange, de Alexis Durand-Brault : Angel
- 2008
  - Bande originale du film L'Aube du monde, de Abbas Fahdel : Hymn of the Big Wheel
  - Bande originale du film Gomorra, de Matteo Garrone : Herculaneum
  - Bande annonce du jeu vidéo Far Cry 2 (Ubisoft Montréal)[19] : Angel
- 2010
  - Bande originale de la série True Blood, de Alan Ball, saison 3, épisode 3 : Paradise Circus (en)
  - Bande originale de la série Gossip Girl, de Josh Schwartz et Stephanie Savage, saison 3, épisode 21 : Paradise Circus
  - Générique d'ouverture de la série Luther, de Neil Cross : Paradise Circus
  - Bande originale de la série Les Experts : Manhattan, de Ann Donahue, Anthony E. Zuiker et Carol Mendelsohn, saison 7, épisode 2 : Paradise Circus
  - Bande originale de la série Misfits, de Howard Overman, saison 2, épisode 4 : Paradise Circus
  - Liste des titres du jeu vidéo Fifa 11 (EA Canada, EA Sports) : Spliting the Atom
  - Bande originale de la série Prison Break, de Paul Scheuring, saison 1, épisode 20 : Teardrop
  - Bande annonce du jeu vidéo Assassin's Creed (Ubisoft Montréal)
- 2011
  - Bande originale de la série Luck (série télévisée), de David Milch : Spliting the Atom
  - Bande originale de la série Person of Interest , de Jonathan Nolan , saison 1 , épisode 1 : Angel
- 2012
  - Bande originale de la série Revenge, de Mike Kelley, saison 2, épisode 6 : Paradise Circus
  - Bande originale du film Savages, de Oliver Stone : Paradise Circus (remixé par Gui Boratto, scène avec Blake Lively)
  - Bande originale de la série Grimm, de David Greenwalt, saison 1, épisode 15 : Angel